# オール・トゥモローズ・パーティーズ
オール・トゥモローズ・パーティーズ（All Tomorrow's Parties、通称：ATP）は、イギリス・ロンドンに拠点を置き、世界中でロック・フェスティバルやコンサートを開催したり、音楽媒体をプロモートする団体である。

## 来歴
1999年4月にベル・アンド・セバスチャンがキュレーターを務めた「ボウリー・ウィークエンダー」というフェスティバルが前身である。ヴェルヴェット・アンダーグラウンドの同名の楽曲から名前を拝借し、バリー・ホーガンによって創立された。演奏するミュージシャンはキュレーターのお気に入りのバンドやアーティストが集められる。ポストロックやエクスペリメンタル系のインディーズアーティストが多く演奏する。